# Fincantieri
Fincantieri – Cantieri Navali Italiani S.p.A. je italská loďařská koncern sídlící v Terstu. Zabývá se stavbou jak válečných, tak civilních lodí.
Roku 2018 společnost získala 50% podíl ve francouzské loděnici STX France, kterou přejmenovala na Chantiers de l'Atlantique.
V roce 2020 začal fungovat společný joint venture podnik Fincantieri a francouzské loďařské koncerny Naval Group, pojmenovaný Naviris. Vedení podniku sídlí v Janově a pobočku má ve francouzském Ollioules.

## Hlavní projekty

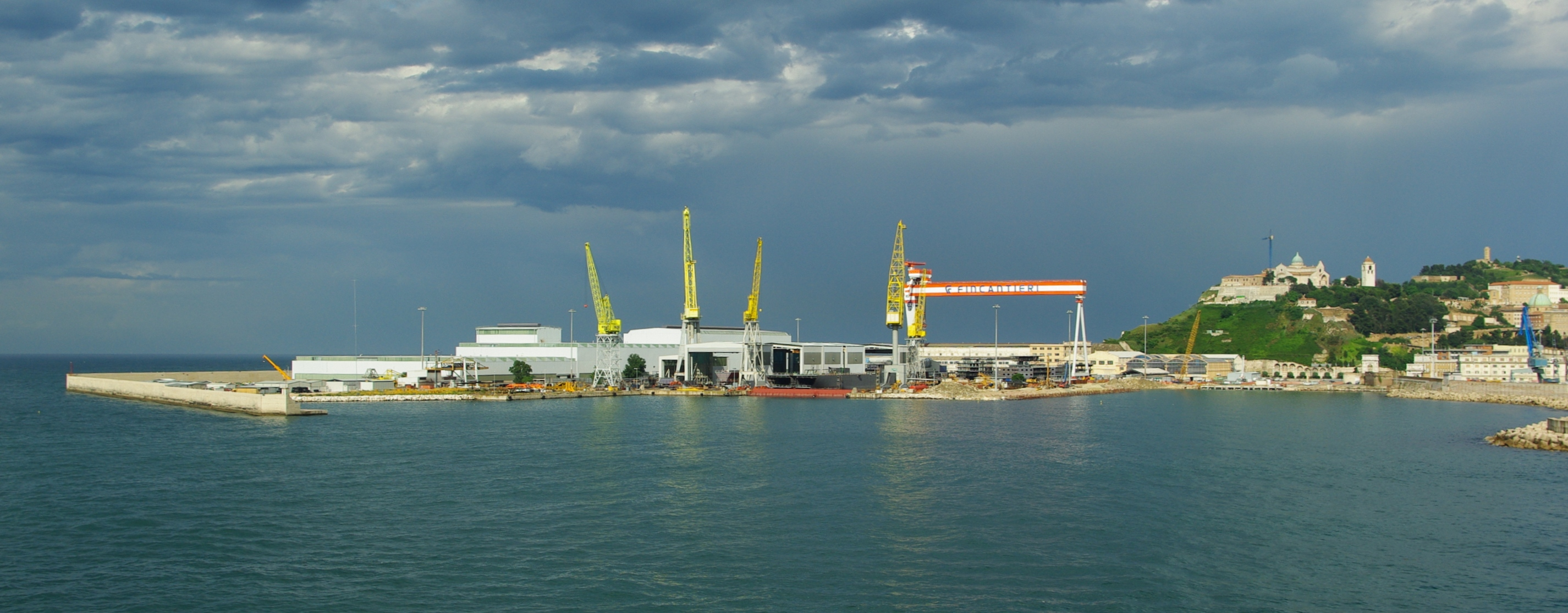
Loděnice Fincantieri v Anconě

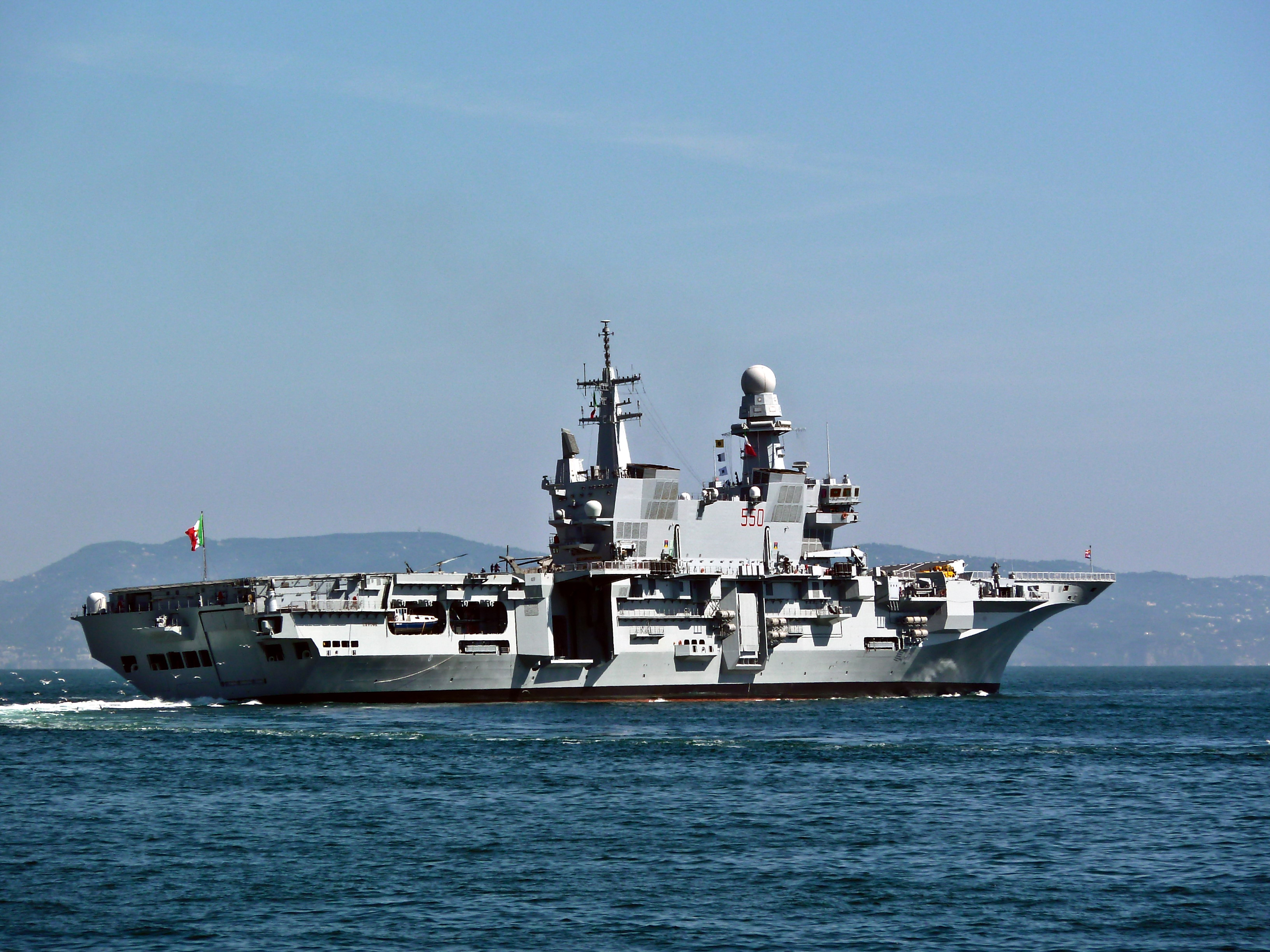
Cavour (550)

### Letadlové lodě
- Cavour (C550)
- Giuseppe Garibaldi (C551)

### Křižníky
- Vittorio Veneto (C 550)
- Andrea Doria

### Torpédoborce

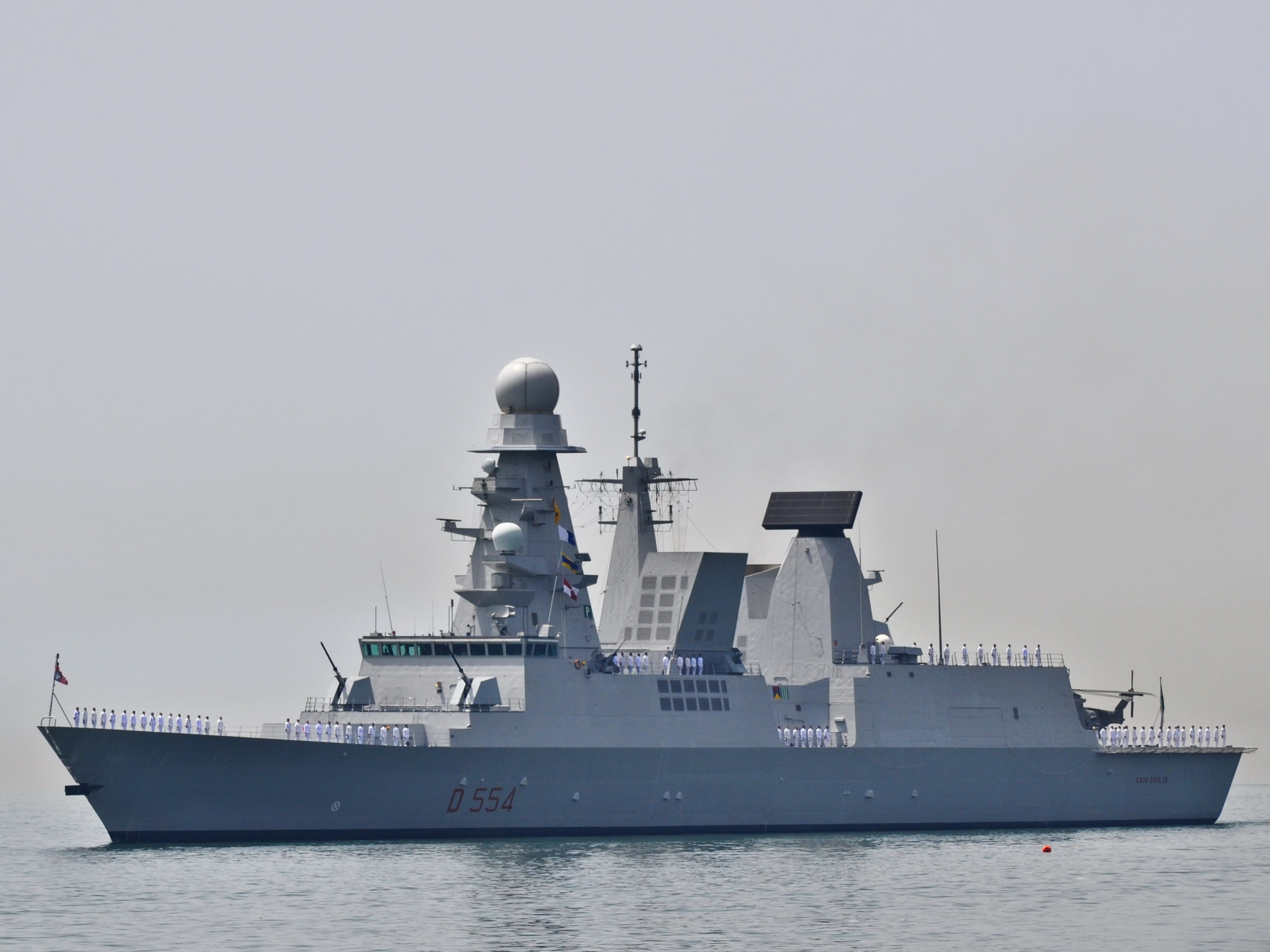
Caio Duilio (D554)

- Třída Horizon
- Třída Durand de la Penne

### Fregaty
- Třída FREMM
- Třída Maestrale
- Třída Lupo

### Korvety
- Třída Thaon di Revel
- Třída Doha
- Třída Abu Dhabi
- Třída Minerva

- Fincantieri Tipo 550
  - Třída Assad al-Tadjier
  - Třída Esmeraldas
  - Třída Laksamana
  - Třída Mussa Ben Nussair

### Raketové čluny
- Třída Sparviero

### Ponorky

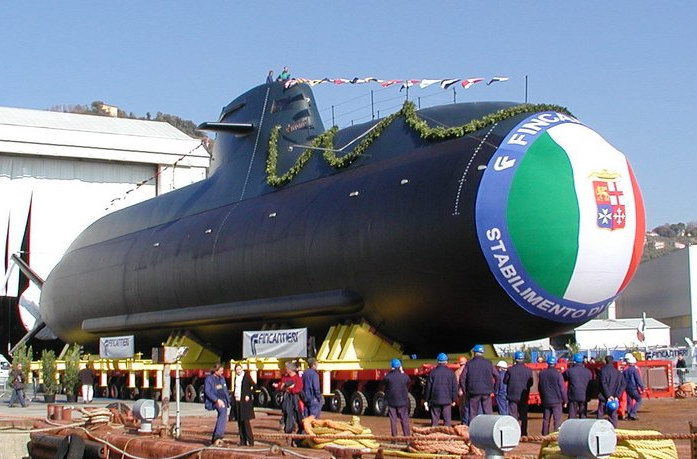
Salvatore Todaro (S526)

- Třída Todaro (Typ 212)
- Třída Primo Longobardo
- Třída Nazario Sauro
- Třída Enrico Toti

### Výsadkové lodě

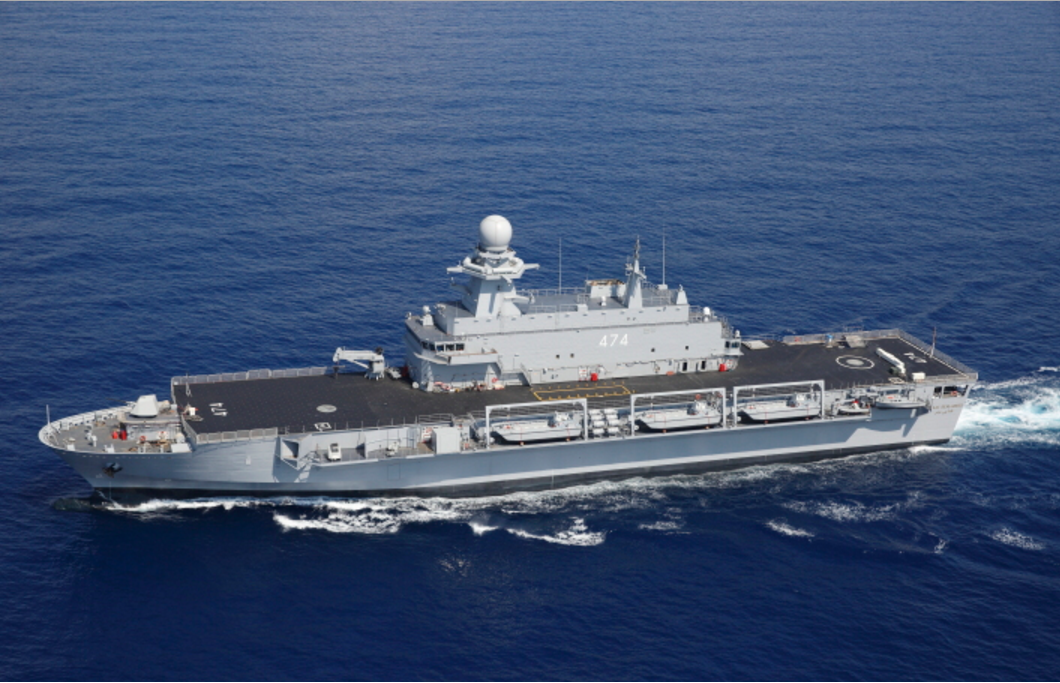
Kalaat Béni Abbès (474)

- Trieste (L9890)
- Třída San Giorgio
  - Kalaat Béni Abbès (474)

### Hlídkové lodě
- Třída Musherib
- Třída Dattilo
- Třída Falaj 2
- Třída Comandanti
- Třída Sirio
- Třída Cassiopea
- Třída Esploratore
- Třída Diciotti

### Pomocné lodě

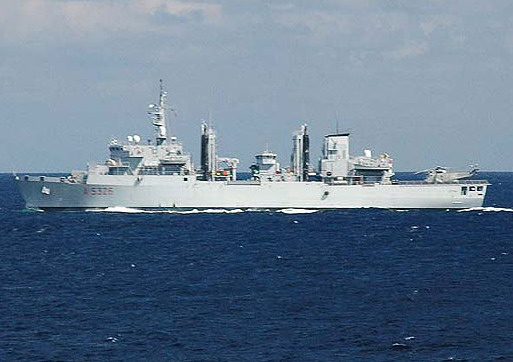
Etna (A 5326)

- Třída Deepak
- Vulcano (A5335)
- Třída Etna
- Třída Stromboli
- Alliance (A 5345)
- Elettra (A 5340)
- Ammiraglio Magnaghi (A 5303)

### Civilní lodě (výběr)

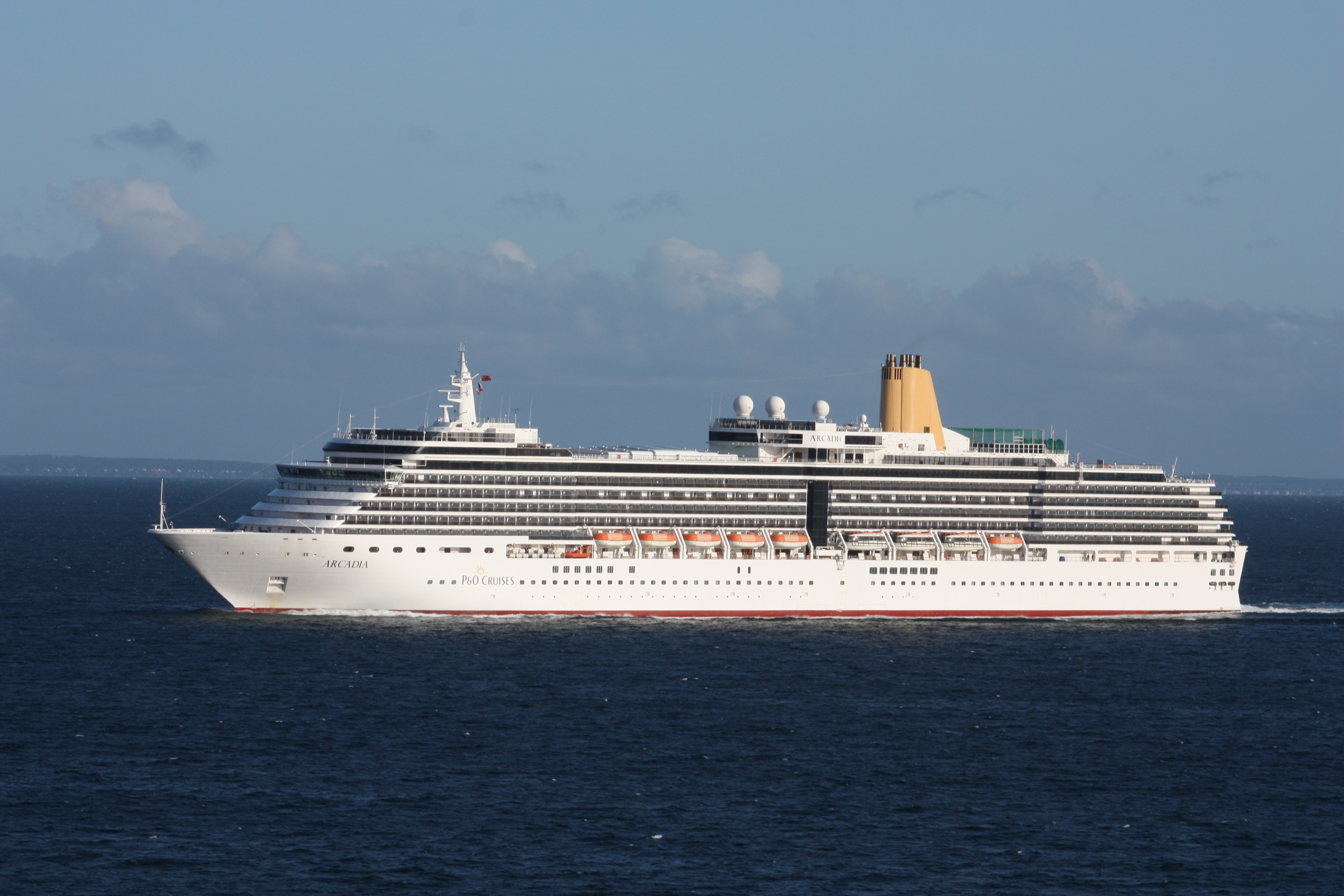
MV Arcadia

- Carnival Cruise Lines – Carnival Destiny
- Costa Cruises – Costa Concordia
- Cunard Line – MS Queen Victoria, MS Queen Elizabeth
- P&O Cruises – MV Arcadia